# 無厘頭文化
无厘头文化是一种起源于香港的次文化，后发展为香港流行文化的重要组成部分，并对华语地区产生了广泛影响。“无厘头”一词原为粤语俚语，意指做事、说话毫无逻辑、莫名其妙。这种文化以其独特的幽默方式为特征，通过对传统、权威的戏仿、颠覆，以及语言和行为上的夸张、错位，营造出一种荒诞、滑稽的效果。无厘头文化在香港电影、电视剧、歌曲、小说等领域都有广泛体现，其中以周星驰的作品最具代表性。

## 語源
無厘頭原写作，是广东南海一带的粵語俚语。是指“没有道理，分不清楚”，尻则指脊骨尾部或还没长成的尾巴，讀作「ㄎㄠ」，在这里引申为“末端、最尾”之意思。，可以解為「不分頭尾」，意思是：形容人或事分不清次序和头尾，毫无逻辑。
后来变音成，又或者是“莫”通“無”而假借；“尻”字由于读音与粤语粗口“㞗”字同音，为求避讳而去掉。再因為通“厘”，常年简略下变形成為“无厘头”。

## 緣起
無厘頭文化充斥草根式笑話、觸動受眾神經質的幽默表演，並利用表面毫無邏輯關聯的語言和肢體動作，表現出人物出人意表、看似矛盾的行為方式來嘲諷別人或是製造一些氣氛，效果往往滑稽可笑。然而這種方式往往需要對該幽默的起源能有充份的認識或是明白事情的來龍去脈才能明瞭。
「無厘頭文化」剛出現時受過教學界大加鞭韃，認為對青少年構成不良影響，但近年這種文化已開始受到廣泛研究。
有論者認為，隨著1990年代，香港步入「後六四事件」時代，第二度移民潮爆發，主權移交問題困擾香港政治及民生，無厘頭文化以至卡啦OK興起，反映港人當時的消極態度，寧願沉醉於自戀式的消費模式，同時1980年代香港音樂及電影諷刺時弊的現實元素漸受冷落，娛樂文化轉而追求即時快感。

## 手法

### 電影、電視劇對白
無厘頭表演形式最早來自曾志偉的香港電影《小小小警察》(1989)。周星馳的電視劇作品《蓋世豪俠》是最早創立的無厘頭文化，劇集中周星馳的口頭禪，例如「坐低飲啖茶，食個包」（粵語，即「坐下來喝口茶，吃口包」），「你講嘢呀？」（字面解釋為「你有在說話嗎？」，按照一般粵語使用習慣此處應該為「你沒開玩笑吧？」或者「你說的不是廢話嗎？」），及劇中的地方名「段古母辛府」（斷估冇辛苦，即「隨意瞎猜不會辛苦」），成為了當時不少香港人的口頭禪，做成一種社會現象。其中「你講嘢呀？」暗諷對方說廢話。但不同文化亦會以「你講嘢呀？」作相同功用。如法文有所謂「tu parles!」，意即「你講嘢！」

### 角色
周星馳的電影中，角色的編排亦多次營造荒謬、突兀、粗俗的喜劇效果。在他早年的電影中，吳君如等女角會突然造出誇張的表情、更甚是下流不文的動作，觸動觀眾的神經。在《唐伯虎點秋香》中，由李健仁反串的女角如花以中指挖鼻的場面，首次在銀幕出現，此後在他多部電影中有類似的安排，更成為他後來為生力啤拍攝的廣告的壓軸角色、以及成為了醜女的代名詞。又例如劉以達在《食神》中扮演夢遺大師的詭異形像，以及《國產凌凌漆》中的羅家英怪博士角色，都是無厘頭角色的代表。
在《家有囍事》中，周星馳飾常歡以《南拳北腿孫中山》的續集《醉拳甘迺迪》，其中鐵拳無敵孫中山亦成為日後其他惡搞文化的根源。
周星馳演古裝劇時，會刻意採用現代語、現代觀念，角色、場景與時空的矛盾穿梭影片，充分發揮無厘頭精神，亦成為周星馳電影的重要標記。

### 歌曲
在無厘頭文化草創之時，當年香港新扎女歌手甄楚倩有一首極為流行的士高歌曲《今天天氣呵呵呵》，亦是利用了無厘頭手法，借助天氣來掩飾自己的內心對白。「今天天氣呵呵呵」一句後來亦被另一位流行歌手周慧敏引用，指自己不會為了討好別人而對人說一些無關痛癢的閒聊對話。
無厘頭文化亦出現在一些完全沒有關連，但含有近似詞語的廢話來回應廢話的場合。例如：有人在洗手間門外把朋友截停問：「喂，你去邊呀？」（「你要去哪裡？」）有時回應者可能會冷冷的回一句：「去金邊呀！」。曾志偉和林敏驄的《冇有線電台》中的一首歌《皮球大合唱》便充斥著一大堆這樣的對白：
呢度畀唔畀搭台呀？
呢度畀唔畀搭咀呀？
呢度畀唔畀搭棚呀？
喂，你去邊呀？
我去金邊呀！
我去紮辮呀！（對話者是男生）

### 小說
很多時要對當地（主要是香港）的文化有一定認識，才能夠明白無厘頭對白的含意。例如：在梁望峰的一本小說中，一對兄妹有這樣的對白：
兄（小說中化名「泥明」）：我來自北京！
妹（小說中化名「泥明C」）：（頭也不回的回答）停不了的愛！
乍看之下的確是完全沒有關係的回答，但若明白當時的流行文化，這兩句對白的解讀如下：
兄：我來自北京！（歌手黎明的歌，暗指“其實我是黎明”）
妹：停不了的愛！（歌手黎明詩的歌，暗指“如果你是黎明的話，那麼我就是黎明詩了。廢話！”）

## 外部連結
- 周星馳杭州示範無厘頭 （页面存档备份，存于）
- BBC：周星馳談無厘頭（英文） （页面存档备份，存于）